# العلم الأميري

علم الأمير.

علم الأمير (بالهولندية: Prinsenvlag) هو علم هولندي، اُستخدم لأول مرة في الثورة الهولندية خلال أواخر القرن السادس عشر.
اُعتمد في تصميم علم الأمير على علم الأمير ويليام الصامت، ومن هنا جاء اسم «الأمير». ألوان العلم هي البرتقالي، الأبيض والأزرق، ولذلك غالباً ما يُطلق عليه اسم oranje-blanje-bleu (أو حتى: ranje-blanje-bleu) باللغة الهولندية.

## معنى ألوان العلم
- البرتقالي: يرمز إلى المسيحية البروتستانتية بشقيها اللوثري والكالفيني.

- الأبيض: يرمز إلى النقاء والإخلاص.

- الأزرق: يرمز إلى المحيط الأطلسي.